# Dugny
Dugny és un municipi francès, situat al departament de Sena Saint-Denis i a la regió d'Illa de França.
Forma part del cantó de La Courneuve i del districte de Le Raincy. I des del 2016, de la divisió Paris Terres d'Envol de la Metròpoli del Gran París.